# خيقان (السدة)

تعديل مصدري - تعديل

خيقان محلة تابعة لقرية بيت الرداعي، التابعة لعزلة وادي الحبالي بمديرية السدة إحدى مديريات محافظة إب في الجمهورية اليمنية.، بلغ تعداد سكانها 23 حسب تعداد اليمن لعام 2004.